# Amiga 3000UX

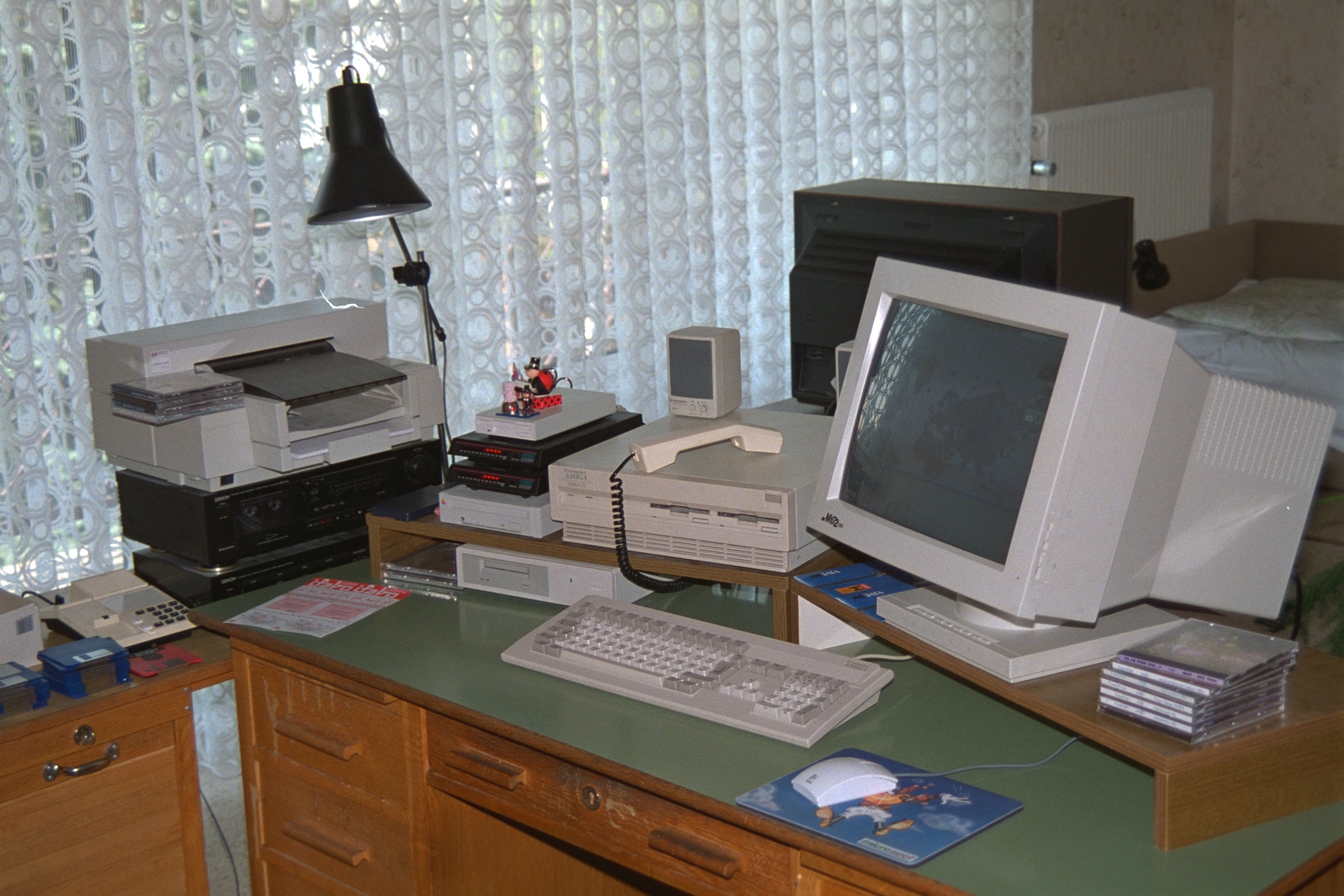
Amiga 3000UX

L’Amiga 3000UX ou A3000UX est un ordinateur personnel de la famille Amiga qui fut livrée avec Commodore Amiga Unix installé au lieu d'AmigaOS. 
Amiga Unix n'était pas un type clone Unix, mais un port de Unix System V Release 4 de AT&T. À un moment, Sun Microsystems approcha Commodore International. L'offre était de produire l'Amiga 3000UX sous licence, comme une alternative de moyenne/entrée de gamme aux stations de travail haut de gamme de Sun.
Le refus de cette offre a été l'une des nombreuses « étranges » décisions qui ont fait penser qu'Amiga aurait été un réel succès sans la gestion de Commodore[réf. nécessaire].